# 日本郵票

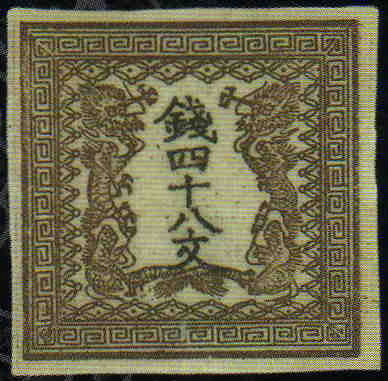
發行於1871年的龍郵票是日本第一張郵票

日本郵票（日语：／ Nihon kitte）是指在日本發行的郵票，包括普通郵票、航空郵票、紀念郵票、特殊郵票（包括賀年郵票、國立公園系列等主題系列郵票）等種類。日本最初發行的郵票是發行於1871年的龍郵票。日本最初的紀念郵票則是發行於1894年的「明治銀婚紀念」郵票。

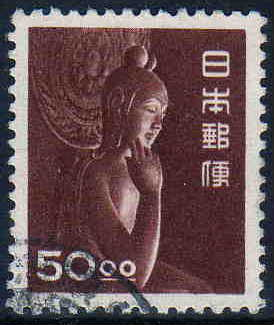
普通郵票
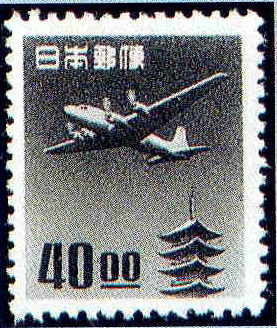
航空郵票
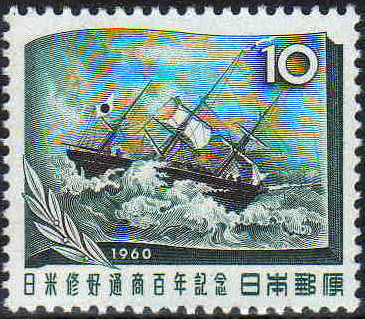
紀念郵票
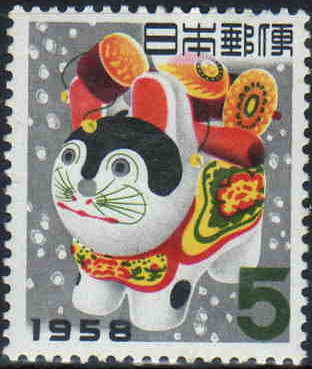
賀年郵票

## 外部連結
- 切手 （页面存档备份，存于） - 日本郵便
- Kotaro Matsushita Collection （「Japanese Stamps」に日本切手の画像が掲載されています） （页面存档备份，存于）
- 山田廉一 （小判切手の画像と解説が掲載されています） （页面存档备份，存于）

1. ↑   (PDF). .   [2021-03-20] （日语）.